# Regionalwahl in Ligurien 2000
Die Regionalwahl in Ligurien 2000 fand am 16. April statt; der Regionalrat und der Präsident der Region Ligurien wurden gleichzeitig gewählt.

## Wahlergebnis
| Kandidaten                                                      | Kandidaten             | Stimmen | %    | Listen                  | Stimmen | %    | Mandate |
| --------------------------------------------------------------- | ---------------------- | ------- | ---- | ----------------------- | ------- | ---- | ------- |
|                                                                 | Sandro Biasottigewählt | 475.308 | 50,7 | Forza Italia            | 240.789 | 27,3 | 10      |
| Alleanza Nazionale                                              | Sandro Biasottigewählt | 475.308 | 50,7 | 90.396                  | 10,2    | 3    |         |
| Lega Nord                                                       | Sandro Biasottigewählt | 475.308 | 50,7 | 38.104                  | 4,3     | 1    |         |
| Liguria Nuova - Lista Castellaneta                              | Sandro Biasottigewählt | 475.308 | 50,7 | 24.943                  | 2,8     | 1    |         |
| Centro Cristiano Democratico                                    | Sandro Biasottigewählt | 475.308 | 50,7 | 22.959                  | 2,6     | 1    |         |
| Cristiani Democratici Uniti                                     | Sandro Biasottigewählt | 475.308 | 50,7 | 15.837                  | 1,8     | –    |         |
| Liguria Animalista                                              | Sandro Biasottigewählt | 475.308 | 50,7 | 11.984                  | 1,4     | –    |         |
| Partito Pensionati                                              | Sandro Biasottigewählt | 475.308 | 50,7 | 6.488                   | 0,7     | –    |         |
| Mandate der Listengruppe                                        | Sandro Biasottigewählt | 475.308 | 50,7 | –                       | –       | 8    |         |
| ↳ Gesamt                                                        | Sandro Biasottigewählt | 475.308 | 50,7 | 451.500                 | 51,1    | 24   |         |
|                                                                 | Giancarlo Mori         | 431.743 | 46,1 | Democratici di Sinistra | 231.496 | 26,2 | 9       |
| Partito della Rifondazione Comunista                            | Giancarlo Mori         | 431.743 | 46,1 | 57.619                  | 6,5     | 2    |         |
| Partito Popolare Italiano - UDEUR                               | Giancarlo Mori         | 431.743 | 46,1 | 37.351                  | 4,2     | 1    |         |
| I Democratici                                                   | Giancarlo Mori         | 431.743 | 46,1 | 25.285                  | 2,9     | 1    |         |
| Federazione dei Verdi                                           | Giancarlo Mori         | 431.743 | 46,1 | 18.541                  | 2,1     | 1    |         |
| Socialisti Democratici Italiani - Partito Repubblicano Italiano | Giancarlo Mori         | 431.743 | 46,1 | 17.284                  | 2,0     | 1    |         |
| Partito dei Comunisti Italiani                                  | Giancarlo Mori         | 431.743 | 46,1 | 16.507                  | 1,9     | –    |         |
| Per l’Italia                                                    | Giancarlo Mori         | 431.743 | 46,1 | 2.806                   | 0,3     | –    |         |
| Nicht gewählte Direktkandidat                                   | Giancarlo Mori         | 431.743 | 46,1 | –                       | –       | 1    |         |
| ↳ Gesamt                                                        | Giancarlo Mori         | 431.743 | 46,1 | 406.889                 | 46,1    | 16   |         |
|                                                                 | Mario Tarantino        | 24.168  | 2,6  | Lista Emma Bonino       | 20.962  | 2,4  | –       |
|                                                                 | Irene Menghini         | 6.028   | 0,6  | Partito Umanista        | 3.473   | 0,4  | –       |
| Gesamt                                                          | Gesamt                 | 937.247 | 100  |                         | 882.824 | 100  | 40      |